# Jan Salamucha

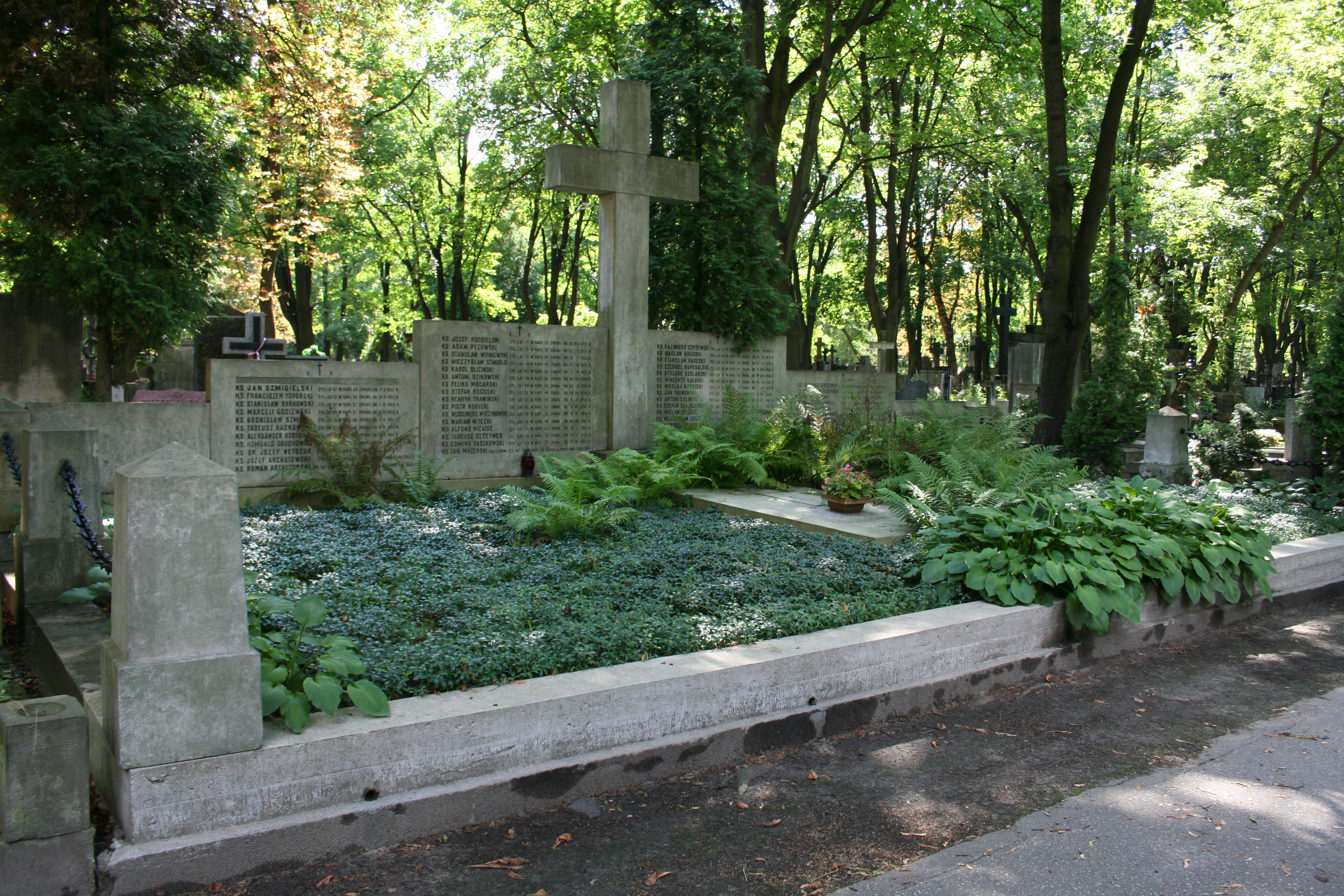
Grób Jana Salamuchy na warszawskim cmentarzu Powązkowskim

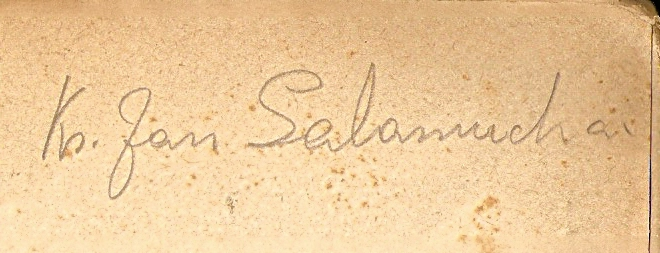
Autograf Jana Salamucha

Jan Salamucha (ur. 10 czerwca 1903 w Warszawie, zm. 11 sierpnia 1944 tamże) – filozof chrześcijański związany z tzw. kołem krakowskim, logik, ksiądz katolicki, członek ONR. Znana jest jego analiza i próba formalizacji dowodu „z ruchu” na istnienie Boga, podanego przez Tomasza z Akwinu.

## Życie
W roku 1920 ukończył gimnazjum w Warszawie, jako sanitariusz brał udział w wojnie polsko-bolszewickiej. Wstąpił do seminarium duchownego i w roku 1925 otrzymał święcenia kapłańskie. Kontynuował naukę na wydziale teologicznym Uniwersytetu Warszawskiego, studiował również logikę matematyczną (zwaną wówczas logistyką) u Łukasiewicza i Leśniewskiego. Doktorat na podstawie pracy Zdania modalne u Arystotelesa uzyskał w roku 1927, po czym wyjechał do Rzymu kontynuować studia. 17 listopada 1937 roku otrzymał habilitację na Uniwersytecie Jagiellońskim. 6 grudnia 1938 został profesorem nadzwyczajnym teologii chrześcijańskiej na Wydziale Teologicznym UJ, obejmując tam katedrę filozofii chrześcijańskiej. Razem z Józefem Marią Bocheńskim i Janem Drewnowskim współtworzył koło krakowskie zajmujące się logiką matematyczną.
Przed wyborami do Rady Miasta Krakowa z 1938 został członkiem komitetu Polskiego Bloku Katolickiego.
6 listopada 1939 został wraz z innymi profesorami Uniwersytetu aresztowany  w ramach Sonderaktion Krakau i  wywieziony do obozu koncentracyjnego Sachsenhausen, a stamtąd w grudniu 1940 do Dachau. Wyszedł na wolność 4 stycznia 1941 i przedostał się do Warszawy. Działał w konspiracji pełniąc obowiązki kapelana NSZ i starając się doprowadzić do porozumienia między NSZ a Armią Krajową. W czasie powstania warszawskiego oficjalnie pełnił funkcję kapelana oddziałów Obwodu Ochota. Zginął 11 sierpnia 1944 r. na Ochocie rozstrzelany przez żołnierzy z oddziałów RONA.
Odznaczony Krzyżem Walecznych.
Został pochowany w mogile zbiorowej księży emerytów Warszawskiej Kapituły Metropolitalnej na cmentarzu Powązkowskim w Warszawie (kw. 107–VI–23/30).

## Dzieło
Badania Salamuchy dotyczyły przede wszystkim możliwości wykorzystania logiki matematycznej do formalizacji rozumowań w filozofii średniowiecznej i nowożytnej. Pomagała mu w tym znajomość paleografii, wykorzystywanej do odczytywania dawnych tekstów. Pod wpływem Łukasiewicza, który dokonał współczesnej interpretacji pism logicznych Arystotelesa i zrekonstruował logikę stoików, Salamucha starał się wykorzystać metody logiczne w metafizyce.

## Publikacje
- Rola logistyki w filozofii chrześcijańskiej, 1936
- Krytyka poznania, 1995
- Wiedza i wiara. Wybrane pisma filozoficzne (red. Jacek Jadacki i Kordula Świętorzecka), Lublin 1997